# Myrna Mores
Guillermina Moragues, más conocida como Myrna Mores (Córdoba, 3 de octubre de 1920-Buenos Aires, 14 de marzo de 2014) fue una actriz y cantante argentina. 

## Biografía
Desde joven fue alentada por sus padres al canto. Inició su carrera como integrante del dúo Hermanas Mores, junto a su hermana Margot Mores, con quien estudió en la Academia Musical PAADI. En 1937, ambas se presentaron en la radio La voz del aire. En 1938 integra el Trío Mores, junto con Margot y Mariano Mores, cuyo nombre era Mariano Martínez y que adopta el artístico de las hermanas. Ese mismo año el trío graba los tangos de Masao Koga. Su voz fue considerada expresiva, cálida y con buen dominio vocal.
En 1939 filma dos películas de Enrique de Rosas e Isidoro Navarro. En 1940 el trío se disuelve. Ella sigue su carrera como cantante y en 1941 actúa en teatro en la obra teatral La historia del tango. En 1943 se casó con Mariano Mores. A fines de la década de 1960 actuó en el exitoso ciclo televisivo La familia Mores.
Su discografía es escasa, pero se encuentran el tema Tan solo tú, con Francisco Canaro, Tormenta en el Alma, con Ernesto Famá y Apasionadamente. En 2006 actuó en el Teatro Opera interpretando Cuartito azul, el tema que Mariano Mores le dedicó, su primera novia.
Su hijo fue el actor y cantante Nito Mores y su hija es Silvia Mores. Fue suegra de la actriz y cantante Claudia Mores, sus nietos son el cantante Gabriel Mores y la conductora televisiva Mariana Fabbiani, su sobrino Ariel es cantante.
«Nunca me arrepentí de retirarme, tal vez porque cuando con Mariano, de común acuerdo, decidimos formar una familia, pesó más eso que mi carrera artística. Me dediqué a ella. Al ver hoy mi familia, puedo ver que no me equivoqué.»
Falleció el 14 de marzo de 2014 a los noventa y tres años. Descansa en el panteón familiar del cementerio de Olivos.

## Filmografía
- 1939, Mandinga en la sierra
- 1939, Frente a la vida
- 1939, El sobretodo de Céspedes